# 대학원생노동조합
대학원생노동조합(Graduate student employee unionization, Academic student employee unionization)은 강의, 연구, 성직 등을 수행하기 위하여 대학에 고용된 학생들을 대표하는 노동조합을 말한다. 2014년 기준으로, 미국에는 최소 33개의 대학원생 노조와 18개의 비인가 노조가 있으며, 캐나다에는 23개의 대학원생 노조가 있다. 거의 대부분의 미국 대학원생 노조는 공립대학에 소재해 있으며, 이들 중 상당수는 1990년대에 형성되었다. 2014년 1월에 전미자동차노동조합(United Automobile Workers)의 산하단체인 뉴욕 대학교 대학원생 조직위원회가 미국 사립대학 중에서는 최초로 대학원생 노조 지위를 인정받았다. 이들 노조의 다수는 학부생 회원이 포함될 수 있다는 사실을 반영하기 위하여 소속 노동자들을 학생 노동자(Academic Student Employees, ASEs)라고 칭하고 있다.
미국과 캐나다의 노동법은 매우 제한된 부류의 학생-노동자들에게만 단체교섭을 허용하고 있다. 미국에서는 각 대학들이 공립이냐 사립이냐에 따라 서로 다른 기관 및 법률의 대상이 된다. 공립대학에 관해서는 주 노동법이 단체교섭 및 노동자 인정을 결정한다. 사립대학에 관해서는 전미노동관계위원회(National Labor Relations Board, NLRB)이 대학원생을 노동자로 간주할 것인지의 여부를 – 즉 대학원생에게 단체교섭권을 줄 것인지의 여부를 – 결정할 권한을 갖는다. 전미노동관계위원회는 2016년 8월 23일, 3대 1로 사립대학 대학원생도 노동자라고 판결함으로써, 시카고 대학교, 듀크 대학교, 예일 대학교, 코넬 대학교, 하버드 대학교 등 사립대학들에서 노조결성을 위한 노력이 확산되는 계기를 마련했다.
미국의 여러 대학 당국 및 대학 협의회들(미국 대학 협회 등)은 노조결성이 학술기관의 학문적 자유를 위태롭게 하며 교수-학생 관계를 저해한다는 논지 하에 각 캠퍼스에서의 대학원생 노조 결성을 격하게 반대해왔다. 그러나 최근의 연구는 노조결성이 학문적 자유나 교수-학생 관계에 부정적인 영향을 주지 않음을 시사하고 있다. 반면 미국대학교수협회(American Association of University Professors) 같은 여러 교수 단체들은 대학원생의 노조 결성권을 지지하고 있다.

## 미국
미국에서의 대학원생 노동자의 노조결성에 대한 주된 쟁점은 학생 노동자들이 노동자로 분류되어야 하는가, 학생으로 분류되어야 하는가의 여부였다. 노동자 지위 인정은 대학원생들에게 노조결성권과 단체교섭권을 부여하기 때문이다. 고용주들과 (2016년 8월 이전까지의) 전미노동관계위원의 입장은 대학원생 노동자들의 업무가 그들의 전공과 지나치게 얽혀 있어서, 단체교섭이 교육과정을 저해하리라는 것이다. 노조결성의 지지자들은 대학원생 노동자의 노동은 기본적으로 경제적 사안이라고 주장한다. 그들은 특히 대학들이 전임, 종신재직 교원을 피하려는 넓은 추세의 일환으로서 교육조교를 활용하고 있음을 지적한다.
미국 국세청은 과세 항목을 정할 때 대학원생 노동자의 보상(compensation)을 임금으로 간주한다. 대학원생이 강의에 대한 보수를 받는다면, 그 돈은 장학금 명목(1042-S)이 아닌 근로소득 명목(W-2)으로 과세될 것이다. 강의로 인한 수입은 장학금과 다르게 과세되며, 근로소득처럼 취급되는 것이다.

### 공립대학
미국 공립대학의 학생 노동자(학부생, 대학원생 모두 포함)들은 주 단체교섭법의 적용을 – 물론 해당 대학이 소재한 주에 그런 법이 존재하는 경우에 한하여 – 받는다.
학생 노동자 중 어느 소집단들이 단체교섭권을 갖는지에 대해서는 주마다 주법에서 각기 다르게 설명하고 있으며, 일부 주법은 명백하게 학생 노동자들을 교섭에서 배제하고 있다. 몇몇 주에서는 노조결성 캠페인에 호응하여 단체교섭권을 대학원생 노동자에게까지 확장시켰다. 2004년 기준으로, 캘리포니아, 뉴욕 등 14개 주가 학생 노동자들에게 단체교섭권을 명백하게 부여하였다. 코네티컷, 뉴멕시코 등 11개 주에서는 공립대학 노동자에게 단체교섭권을 주었으나, 대학원생 노동자의 자격에 대해서는 명시하지 않았다. 오하이오 주만은 대학원생 노동자를 제외한 다른 모든 대학 노동자들에게 단체교섭권을 부여한다고 명시하였다. 아울러 23개 주는 어떠한 대학 노동자에게도 단체교섭권을 주지 않는다.

### 사립대학
미국 사립대학의 대학원생 노동자들은 2016년 8월부터 전미노동관계법(National Labor Relations Act)의 적용을 받는다. 전미노동관계위원회는 처음에는 학생 노동자를 포함한 모든 사립대학 노동자가 전미노동관계법의 보호를 받는데 반대했었다. 전미노동관계위원회는 Trustees of Columbia (1951) 결정에서 대학은 기본적으로 교육에 초점을 두고 있으며 유의미한 영리활동에 관련되어 있지 않으므로 해당 법은 사립대학에 대한 관할권을 갖지 않는다는 입장을 취했다. 그러나 전미노동관계위원회는 20년 후의 '코넬 v 전미노동관계위원회' 재판(1970)에서 종전의 '콜럼비아' 결정을 뒤집어, 변화하는 경제 현실의 변화와 사립대학의 영리활동과 비영리활동을 구별하기 어렵다는 점을 들어 전미노동관계법이 사립교육기관의 노동자들에게도 적용된다는 입장을 취했다.
학생 노동자의 노동자 지위에 대한 전미노동관계위원회의 판결은 최근 수십 년간 계속 변화되어왔다. 전미노동관계위원회는 이러한 결정들에서 서로 상반되는 두 가지 법리를 붙들고 고민해왔다. “근본적 목적(primary purpose)”을 고려해야 한다는 입장은 대학원생의 근본 목적이 학업에 충실하는 것이며 노동자로의 역할을 다하는 것은 아니기에 대학원생은 노동자가 아니라고 본다. 반대로 대학원생의 업무를 “유급 서비스(compensated services)”로 보는 입장은 대학원생들이 다른 이들을 위한 서비스를 수행하며 대학 당국과 분명한 노사관계를 맺는다는 점을 들어 그들이 노동자라고 본다.
“근본적 목적” 주의는 「아델피 대학교, 아델피 대학교 챕터, 미국대학교수협회」(1972) (아델피 대학교) 결정에서 대학원생에게 처음 적용되었다. 전미노동관계위원회는 이 결정에서 대학원생 교육조교 및 연구보조들이 교수들과 단체교섭을 할 권리를 각하하였다.
전미노동관계위원회는 대학원생의 노동자 지위를 각하하고서 수년이 지난 뒤, 아델피 대학교 (1972) 결정을 뒤집었다. 전미노동관계위원회는 뉴욕 대학교, 국제 노조, 미국자동차 항공우주 농업기계 노조, 미국노동총연맹–산별노조협의회 (2000) 결정(이하 뉴욕대)에서 “유급 서비스” 로 보는 입장을 적용하여, 사립대학 대학원생들을 노동자로 간주하며 대학원생들은 향후 전미노동관계법의 보호를 받는다는 판결을 내렸다. 그러나 전미노동관계위원회는 공화당이 새로 선출한 과반수가 뉴욕대 결정을 뒤집음에 따라, 2004년 원래의 "근본적 목적" 입장으로 돌아갔다. 전미노동관계위원회는 브라운 대학교, 국제 노조, 미국자동차 항공우주 농업기계 노조, 전미자동차노동조합, 미국노동총연맹–산별노조협의회 결정(2004)에서(이하 브라운 대학교), 3대 2로 사립대학 대학원생을 노동자로 간주하지 않는다고 판결했다.
이후 뉴욕대 대학원생 노조가 브라운 대학교 결정을 뒤집기 위한 청원을 제기함에 따라, 전미노동관계위원회는 2012년에 해당 사항을 재고하겠다고 발표했다. 그러나 뉴욕대 대학원생 노조는 자신들의 노조가 인정되는 대가로 이 청원을 취하하였다. 2014년 12월 17일, 전미자동차노동조합과 제휴한 콜럼비아대학교 및 뉴스쿨의 대학원생 노조들이 재차 브라운 결정을 뒤집기 위한 청원을 전미노동관계위원회에 제출하였다.

## 역사

### 시작 (1960s–1979)
대학원생 노조결성은 대부분 신좌파 운동과 UC 버클리의 자유언론운동(Free Speech Movement)의 영향 아래 1960년대 후반에 시작되었다. 이 두 운동은 대학 민주주의, 그리고 학생들의 대학과의 관계에 대한 논의들을 촉발시켰다. 이 시기에는 공립대학 대학원생들만이 인정된 노조를 결성할 수 있었다. 사립대학 대학원생들은 노조 결성 캠페인을 활발하게 전개했지만, 그들은 사립대학 대학원생에 대한 전미노동관계법의 적용을 막은 콜럼비아 (1951) 결정 및 아델피 대학교 (1972) 결정에 크게 제약을 받았다. 전미노동관계위원회는 대학원생 조교들이 어디까지나 학업에 종사하기 위해 대학에 간 이상 노동자라고 할 수 없다는 입장을 취했다.
럿거스 대학교와 뉴욕 시립대학교에서 처음으로 교육 조교가 단체교섭 협약에 참여했다. 럿거스 대학교와 뉴욕 시립대학교는 대학원생 조교를 교원 노조 협약의 대상으로 포함시켰다. 위스콘신 대학교 매디슨의 교육조교협회(Teaching Assistants Association)는 1969년에 처음으로 개별적인 노동자 교섭 단위로 인정받았으며, 1970년에 계약을 체결했다. 그와 동시에 미시간 대학교 대학원생 조교들이 노조를 결성하여, 1975년에 계약을 맺었다. 그 다음 노조를 결성한 대학은 오리건 대학교와 and 플로리다 주에 소재한 3개 대학(플로리다 대학교, 플로리다 A&M 대학교, 사우스 플로리다 대학교였다.

### 쇠퇴와 무기력 (1980–89)
1981~1991년에 대학원생 노조를 인정한 학교는 극히 드물었다. 다만 매사추세츠 대학교 애머스트가 예외였을 뿐이다. 그곳에서는 1990년 11월에 2,500명 규모의 대학원생 노조가 인정을 얻어냈으며, 이듬해에 교육조교, 연구보조, 프로젝트조교(project assistants), assistant residence directors 등을 포괄하는 계약을 맺었다. 버펄로 대학교의 교육조교들은 1975년에 노조 캠페인을 시작하였으나, 뉴욕주 공공고용관계위원회(PERB)에 올렸던 청원을 취하했다. 이 청원은 1984년에 올버니 대학교, 빙엄턴 대학교, 스토니브룩 대학교 등 뉴욕 주립 대학교 시스템 산하의 다른 캠퍼스들이 되살린다. 이와 유사하게 캘리포니아 대학교 버클리 교육조교들은 1983년에 노조 캠페인을 시작했다. 결국 1993년 버클리의 exam readers, 튜터들에게 단체교섭권이 주어졌으나, 대학원생 조교들은 단체교섭권을 받지 못했다. 1999년에야 교육조교 전원에게 완전한 단체교섭권이 주어졌다.

### 공격적 성장 (1990–2004)
1990년대 들어 공립대학과 사립대학 양측에서 앞서의 시기보다 더 적극적이고 성공적으로 진행되었던 노조 운동은 전미노동관계위원회로 하여금 뉴욕대 (2000) 결정을 내리게 하는 성과를 이룬다. 이 결정은 사립대학 대학원생들에게 노동자 지위 및 단체교섭권을 준다는 내용을 담고 있었다. 노조에 가입한 대학원생 노동자의 수는 1990년의 14,060명에서 2001년의 38,750명으로 3배에 가깝게 늘어났다.
사회의 노조들은 학생들의 노조 결성 운동에 더 활발하게 지원 및 자원을 제공하기 시작했다. 1995년에 새로 취임한 미국노동총연맹–산별노조협의회 지도부는 학생 노조 조직책들을 훈련시키는 1996년 하계 프로그램을 만들고 자신들의 모집책을 각 캠퍼스에 파견함으로써 학생들에게 접근하고자 했다. 여기에 더해 학술 노동과 노조결성 노력에 대한 전국적 관심이 형성되었다. 저널리스트 스콧 스몰우드는 뉴욕 대학교, 템플 대학교, 미시간 주립대학교에서 노조가 결성된 것을 두고 2001년을 “교육조교의 해” 라고 불렀다. 물론 이 시기에도 대학원생 노조의 절대 대다수는 공립대학 노조였다. 예일 대학교 같은 사립대학들에서 공격적으로 노조 조직을 전개하기는 했지만, 뉴욕대 대학원생들만이 뉴욕대 결정에 따른 노조 인정을 얻어낼 수 있었다.
1991년, 위스콘신 대학교 밀워키는 대학원생 노조에 대한 인정을 얻어냈다. 그로부터 얼마 되지 않아 뉴욕주 공공고용관계위원회가 교육조교가 노동자이며 단체교섭권을 갖는다고 판결함에 따라 올버니 대학교, 버펄로 대학교, 빙엄턴 대학교, 스토니브룩 대학교의 노조가 인정을 얻어냈다. 그 외에 여러 공립대학들에서도 1990년대에 인정을 얻어냈다. 1995년에는 캔자스 대학교가 첫 노조 계약을 체결했다. 메사추세츠 로웰 대학교와 아이오와 대학교의 교육조교와 연구보조들은 1996년에 조합 계약을 맺었다. 웨인 주립대학교도 1999년에 교육조교들과 계약을 협상했다. 뉴욕 주립 대학교에 이어 캘리포니아 대학교 시스템이 대학 시스템으로서는 두 번째로 노조를 인정했다. 1999년, 캘리포니아주 공공고용관계위원회는 교육조교가 캘리포니아 대학교와의 단체교섭을 허용받아야 한다고 판결했다. 조합 선거는 캘리포니아 대학교 버클리, 캘리포니아 대학교 데이비스, 캘리포니아 대학교 로스앤젤레스, 캘리포니아 대학교 샌타크루즈, 캘리포니아 대학교 샌타바버라, 캘리포니아 대학교 리버사이드, 캘리포니아 대학교 어바인 등 캘리포니아 대학교 캠퍼스에서 시행되었으며, 이 캠퍼스들 모두는 교육조교 노조를 승인하였다. 2006년에 개교한 캘리포니아 대학교 머세드의 교육조교들도 노조에 가입했다.
여러 사립대학에서 주목할 만한 노조결성 노력들이 일어났다. 전미노동관계위원회는 뉴욕대 판결 이전의 판결들에서 사립대학에서의 대학원생 노조 결성을 허가하지 않았지만, 그렇다고 대학들이 노조를 인정하는 것을 금지하지도 않았다. 예일 대학교와 뉴욕 대학교에서는 교육 조교 노조가 결성되었다. 노조들은 교섭 단위로서의 지위를 얻기 위하여 수차례의 파업을 감행했으며 장기간의 노조 결성 캠페인을 펼쳤다.
예일 대학교 대학원생들은 1990년대와 2000년대 초반 내내 지속적으로 노조 캠페인을 조직했으며, 이 캠페인은 현재도 진행되고 있다. 예일 대학교 대학원생들은 박봉과 박한 노동조건에 대한 대답ꥶᅠ서 1987년에 교육조교연대((Teaching Assistant Solidarity)를 결성하였으며, 이 단체는 1990년에 Graduate Employees and Students Organization (GESO)로 발전하였다. 학생들은 조합 인정을 얻어내기 위하여 수차례 파업을 조직했다. GESO는 1991년 12월에 1일짜리 작업 중단을, 1992년 2월에 3일 간의 파업을 조직하였다. 여기에 더하여 예일 대학교 대학원생들은 노조 인정을 요구하기 위한 1995년 4월 6일 작업 중단에 참여하였다. 이후 진행된 노조의 대표성에 대한 투표에서 찬성 600 대 반대 120의 결과가 나왔음에도 대학 측은 계약 협상을 거부했다. 1996년, 예일 대학교의 교육조교들은 가을 학기 성적의 계산 및 제출을 거부했다. 당국은 끝내 조합 인정을 거부하였으며, 파업은 종료되었다. 전미노동관계위원회는 파업한 예일 대학교 학생들을 대신하여 예일 대학교 당국을 부당노동행위법 위반 혐의로 제소하였으나, 법원에서 기각되었다. 2003년 3월, GESO는 예일 대학교 내 다른 노조들과 함께 임금·수당 인상과 노조 인정을 요구하는 5일 간의 파업에 참여했다. 그러나 같은 해 5월에서 이루어진 조합 투표에서 예일 대학교 대학원생들은 694표 대 651표의 근소한 차이로 노조결성을 불인정하였다.
2000년, 전미노동관계위원회는 사립대학에서의 노조 결성에 대한 기존 판결을 뒤집어 뉴욕 대학교(NYU) 대학원생 조교들의 노조 결성을 허가했다. 그해 말, 뉴욕대 대학원생 조교는 처음이자 마지막으로 노동계약에 서명했다.
2000년 이래로 20개 이상의 캠퍼스에서 노조가 결성되었다. 2001년, 매사추세츠 대학교 보스턴은 처음으로 교육조교, 연구조교들과 계약서에 서명했고, 오리건 주립 대학교에서는 오리건 주에서 두 번째로 고용계약을 따냈다. 2002년에는 미시간 주립 대학교와 템플 대학교에서 노조가 결성되었다. 워싱턴 주법은 명백하게 대학원생 조교의 노조결성권을 부정하고 있으나, 워싱턴주 공공고용관계위원회는 워싱턴 대학교의 대학원생 조교들이 노조를 결성할 수 있다고 판결했다. 같은 해 로드 아일랜드 대학교에서도 노조가 결성되었다.

### 브라운시대(2004–2016)
2004년, 전미노동관계위원회는 재차 결정을 번복하여 브라운 대학교를 비롯한 사립대학들의 노조 결성을 금지했다. 2004년 이후의 노조결성 운동은 – 특히 사립대학에서의 운동은 – 대체로 활동 조직 기세의 둔화를 보였다고 할 수 있다. 전미노동관계위원회의 2004년도 브라운 결정에 따라 사립대학 대학원생의 법적 보호와 단체교섭권 보장이 다시 보장되지 않게 되었으므로, 사립대학 노조들의 운용은 브라운 결정이 뒤집힐 때까지 지지부진하게 되었다. 그러나 공립대학 대학원생들은 계속해서 노조를 결성할 수 있었다.
일리노이주 항소법원은 일리노이 대학교 어배너-쌤페인(2002), 일리노이 대학교 시카고(2004), 일리노이 대학교 스프링필드(2006), 그리고 서던일리노이대학교(2006)의 노조결성을 허가한다는 결정을 내렸다. 2006년에는 캘리포니아 주립 대학교 시스템이 대학 시스템으로서는 세 번째로 노조를 결성하였다. 같은 해에 웨스턴 미시간 대학교 교육조교들이 노조를 결성했다. 센트럴 미시간 대학교 대학원생 조교들은 조합을 만들어 2010년에 첫 협상을 했다. 2014년에는 2,100명 이상의 코네티컷 대학교 대학원생 조교들이 노조 인정을 따내었는데, 이는 대학원생 노조운동사에서 가장 단기간에 얻어낸 성과 중 하나이기도 하다.
뉴욕대는 노조와의 계약이 2005년에 만료되자 전미노동관계위원회의 브라운 (2004) 결정에 따라, 뉴욕대 대학원생 노조와의 교섭을 거부했다. 뉴욕대 대학원생 노조는 2005-06년도 파업에도 불구하고, 노조 인정을 받지 못했다. 2010년 4월, 1,000명 이상의 뉴욕대 대학원생 조교들이 재차 전미노동관계위원회에 선거 청원을 제기했다. 전미노동관계위원회 Acting Regional 2 Director 엘버트 텔렘(Elbert F. Tellem)은 청원을 받아들이지 않았으며, 전미노동관계위원회의 2004년도 브라운 대학교 결정을 따랐다. 그러나 텔렘은 브라운 결정을 강도높게 비판하며 "The instant record는 대학원생 조교들이 (뉴욕 대학교의) 통제와 지시 하에 (유급으로) 서비스를 수행하고 있음을 명백히 보여준다. 이러한 서비스들이 대학원 교육의 필수 구성 요소임 또한 기록상 명백하다."라고 지적했다. 텔렘은 브라운 대학교 결정이 "30년 전에 존재했던 대학 환경을 전제"한 것임을 비판하며, "대학원생은 고용주와 이중의 관계를 맺으며, 노동자 지위에서 반드시 배제될 필요는 없다."라고 발언했다. 『뉴욕 타임즈』는 Region 2 결정이 "2004년도 결정을 뒤집기 위한 토대를 마련했다"고 평가했으며," 다른 언론 매체들도 이에 동의했다. 이후 뉴욕대 대학원생들이 브라운 대학교를 뒤집기 위한 청원을 제출하자 전미노동관계위원회는 2012년 심의에 동의했다. 그러나 이 청원은 뉴욕대 당국이 2013년에 다시 노조를 인정하기로 함에 따라 취하되었다. 2014년 12월 17일에는 콜럼비아 대학교 대학원생 노조와 뉴스쿨 대학원생 노조에서 전미노동관계위원회에 브라운 대학교 결정을 뒤집기 위한 청원을 넣었다.

### 콜럼비아이후 시대(2016-Present)
2016년 8월 23일, 전미노동관계위원회는 브라운 결정(2004)을 뒤집어 학생 조교가 전미노동관계법의 보호를 받는다고 판결했다. 콜럼비아 결정 이후 여러 학교에서 대학원생들의 선거 요청이 부활하여, 8개 학교 학교에서 대학원생 노조 인정 투표가 통과되었다. 콜럼비아 결정 이후 노조결성 시도들은 상대적으로 신속하게 성사되었지만, 다른 한편으로는 대학 내부에서의 강한 압박에 직면했다는 특징을 갖고 있다.
위원회 판례의 번복은 고등교육기관 당국들의 반발로 이어졌다. 브라운 대학교를 포함한 9개 대학은 2016년에 법정조언자로서 대학원생 노조 결성에 반대한다는, 콜럼비아 결정에 도전하는 소견을 제출했다. 이후 각 대학들은 각 캠퍼스에서의 노조 결성에 반대하기 위한 점점 더 큰 방편들을 강구해오고 있다.

## 노조결성의 원인
어떤 학자들은 학생 노조결성을 점차 증가하는 대학 법인화에 대한 대응으로 보기도 한다. 많은 대학원생들과 노조 간부들은 대학 민영화를 적극적으로 비판하며 대학 민영화가 노조 결성을 택하게 된 주 요인 중 하나라고 지적했다.
노조결성은 1970년대 이래 대학들이 비용 절감을 위하여 강의 업무를 종신 재직 교원들에게서 비정규직 교원과 대학원생들에게 이관시킴에 따라 대학원생의 업무 하중과 재정난이 가중된 결과이기도 하다. 여기에 더해 등록금 인상과 생활비 상승, 더 많은 대출액을 갚아야 한다는 전망, 취업 시장 악화 등의 문제들까지 결합되었다. 대학원생들은 점점 더 스스로를 노동자로 인식하게 되었으며, 생활비/임금 인상, 의료 보험 및 보육 등 혜택의 증가와 같은 가장 기본적인 사안의 개선을 요구하기 위하여 노조 결성을 꾀하게 되었다.
이에 더하여 학문 분야에서 늘어난 노조 활동은 대학원생 노조의 결성에 중요한 역할을 수행해왔다. 1990년대에 상당한 수준의 성장을 하는 동안, 대학원생들은 미국노동총연맹–산별노조협의회의 새로운 지도부나 전미자동차노동조합 같은 노조들이 제공한 법적 지원, 재정 자원, 네트워킹 형성 기회 등을 누릴 수 있었다. 1995년에 새로 선출된 미국노동총연맹–산별노조협의회 지도부는 1996년에 노조 조직에 관여할 학생들을 훈련시키는 조합 하계 인턴십 프로그램을 만듦으로써 학생들과 관계를 맺었다. 미국노동총연맹–산별노조협의회 또한 모집책을 대학 캠퍼스에 파견하여 친노동 연대 네트워크를 형성하고 학생들과 각 대학의 상황에 대한 정보를 공유했다. 이와 유사하게, 전미자동차노동조합은 대학원생들을 지원하는데 중요한 역할을 수행했는데, 평자에 따라서는 전미자동차노동조합이 전통적인 교육 관련 노조들과 비교했을 때 학생 노동자의 요구에 가장 적극적으로 반응하는 조합이라고 평하기도 한다. 전미자동차노동조합은 캘리포니아 대학교 시스템, 뉴욕 대학교의 대학원생 노동자 같은 중요한 학생 단체들과 제휴해오고 있다.

## 지지와 비판
몇몇 대학원생은 – 특히 캘리포니아 대학교 학생 노동자를 대표하는 UAW 2865의 조직책들은 – 대학원생 노조가 학생들에게 자율권을 부여하고 교섭 안건을 경제적 이익이나 고용 보장 외의 사안들로 확장할 잠재적 가능성을 주었다고 믿는다. UAW 2865의 가장 최신 계약은 대학원생들이 수업 규모를 조절할 수 있게 할 것, 비자가 없는(undocumented) 학생에게 추가적인 재정 기회를 제공할 것, 트랜스젠더 학생을 위한 젠더 중립 화장실을 제공할 것 등의 조항을 포함하고 있다.
미국대학교수협회, 전미교육협회(National Education Association) 같은 여러 교강사 단체들은 대학원생의 조교 가입권과 단체교섭권을 지지하고 있다.
여러 대학 당국이나 미국교육의사회(American Council on Education), 미국 대학 협회(Association of American Universities) 같은 고등교육 관련 협회‧법인은 대학원생 노조의 결성을 반대하고 있다. 그들은 노조결성이 교육정책을 단체교섭의 대상으로 만듦으로써 교육기관의 학술적 자유를 위협하며 교섭 과정에 제기될 수도 있는 분쟁은 교수-학생 관계를 저해할 것이라고 주장했다. 그러나 최근의 연구는 학술적 자유와 교수-학생 관계 양측에 영향을 주지 못하거나 오히려 다소 긍정적인 영향을 줄 것임을 시사한다.

## 목록
- Teaching Assistants Association, University of Wisconsin, Madison
- Graduate Employees and Students Organization, 예일 대학교
- Graduate Employees Together, University of Pennsylvania
- Graduate Employees' Organization, University of Illinois, Urbana-Champaign
- Graduate Student Organizing Committee, 뉴욕 대학교
- UAW 2865, Union for Graduate Student Teaching Assistants, University of California system
- Graduate Students Association, 템플 대학교
- CUPE 3902, University of Toronto Education Workers Union
- CUPE 2278, Teaching Assistant Union at University of British Columbia
- Teaching Support Staff Union, Teaching Assistant & Sessional Union at Simon Fraser University

## 추가 문헌
- Scott Henkel, "Working Conditions and Learning Conditions After the National Labor Relations Board's Brown University Decision" Workplace: A Journal for Academic Labor 12 (2005).
- Rogers, S. E., Eaton, A. E., & Voos, P. B. (2013). "Effects of Unionization on Graduate Student Employees: Faculty--Student Relations, Academic Freedom, and Pay" Industrial and Labor Relations Review, 66(2), 487-510.